# Miconia pozoensis
Miconia pozoensis är en tvåhjärtbladig växtart som beskrevs av John Julius Wurdack. Miconia pozoensis ingår i släktet Miconia och familjen Melastomataceae.
Artens utbredningsområde är Colombia. Inga underarter finns listade i Catalogue of Life.